# Jiao Guobiao

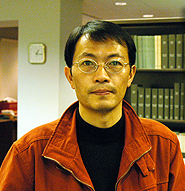
Jiao Guobiao (2005)

Jiao Guobiao (chinesisch 焦國標 / 焦国标, Pinyin Jiāo Guóbiāo; geboren 1963 im Kreis Qi, Kaifeng, Henan) ist ein chinesischer Dissident und ehemaliger Professor am College für Journalismus und Kommunikation der Universität Peking. Von 1996 bis 2001 war er prominenter Journalist bei der Chinesischen Kulturzeitung und hat viel zu Themen des Journalismus in China veröffentlicht. Nach dem Erscheinen seines Online-Aufsatzes vom März 2004, in dem er die Zentrale Propaganda-Abteilung der chinesischen Regierung verurteilte (Denunzierung der zentralen Propaganda-Abteilung), sowie seinen fortgesetzten Bemühungen zur Förderung der Pressefreiheit und der Menschenrechte in China, wurde er von seiner Lehrtätigkeit suspendiert.
Ein mediales Echo erfuhr er in der New York Times und der Washington Post, Interviews gab er der BBC, Voice of America, dem French International News Network und Radio Free Asia. Während seines Stipendiums untersuchte er die chinesischen Medien in Hinblick auf ihre historische und zeitgenössische Bedeutung und analysierte die Auswirkungen des Internets auf China. Er schrieb eine Reihe von Artikeln über die Herausforderungen und Perspektiven der Medien in China, die schließlich als Buch veröffentlicht wurden.
Von 2004 bis 2005 war er Mitglied der „Nationalen Stiftung für Demokratie von Reagan-Fascell“, einer Non-Profit Softpower-Organisation.

## Verurteilung der Zentralen Propaganda-Abteilung
Im Frühjahr 2004 schrieb Jiao einen Essay mit dem vollständigen Titel Verurteilung der Zentralen Propaganda-Abteilung (der Kommunistischen Partei Chinas). Jiao erklärte: „Zuerst habe ich diesen Artikel nur an ein paar Freunde per E-Mail geschickt. Doch ein Anwaltsfreund veröffentlichte ihn auf einer Website, ohne mich zu informieren und ein paar Tage später berief mich der Vizepräsident der Universität Peking in sein Büro. Ich wusste nicht, dass der Artikel so weit verbreitet worden war. Viele ausländische Medien wie z. B. die Asian Weekly of Hong Kong, Voice of America, The New York Times, sogar eine Zeitung in Helsinki, Finnland, veröffentlichten entweder den ganzen Artikel, eine Zusammenfassung oder berichteten über seine Veröffentlichung.“
Jiao forderte die Abschaffung der staatlichen Propaganda-Maschinerie, welche sich schuldig mache, korrupte Beamte zu beschützen und die dunkelsten Momente in der Geschichte des Landes zu beschönigen. „Die Natur ihrer Arbeit ist das komplette Gegenteil derer einer modernen Gesellschaft. Wo sonst kann man ein Propaganda-Ministerium finden? Nicht in den USA, nicht in Großbritannien und auch nicht in Europa. Man konnte es jedoch im Nazi-Deutschland finden, wo Goebbels sagte, dass man eine Lüge nur oft genug wiederholen müsse, damit sie zur Wahrheit würde.“
Jiao wurde später einer intensiven Überwachung, Hausarrest und Verfolgung unterzogen und auf eine schwarze Liste gesetzt. Im März 2005 verließ er China und lebte im Ausland, insbesondere in Deutschland und Großbritannien. Im Jahr 2008 kehrte er nach China zurück. Nach seiner erneuten Inhaftierung im Jahr 2012 kam er nach zwei Wochen wieder frei, wurde dann jedoch streng überwacht und bekam ein Reiseverbot auferlegt.

## Ausbildung
Jiao erhielt 1986 seinen Bachelor of Arts auf Chinesisch und 1989 seinen Master of Arts auf Klassisch Chinesisch an der Henan-Universität. Er promovierte 1996 an der People’s University Peking im Bereich Journalismus.

## Hauptsächliche Veröffentlichungen
- Über Engagement und Freiwilligentätigkeit (eine Sammlung journalistischer Kommentare) Peking: Overseas Chinese Publisher, 1998

- Die journalistische Laufbahn kultureller Prominenter (betrifft die Geschichte des Journalismus) Fuzhou: Fujiang People’s Publisher, 1999

- Sensibilitäten Außerhalb der Nachrichten (eine Sammlung journalistischer Kommentare) Peking: China Development Publisher, 2000

- The Sorrow from Independence (eine Sammlung journalistischer Kommentare) Ürümqi: People’s Publisher of Xinjiang, 2001

- Verkündung des Ministeriums für zentrale Propaganda (eine Sammlung journalistischer Schriften, die ins Japanische übersetzt und veröffentlicht wurden) Tokio, Chaoshi Verlag, 2004

- Viele andere journalistische Schriften, Aufsätze und Kommentare wurden ebenfalls veröffentlicht und sind über die großen chinesischen Nachrichtenportale recherchierbar.[7]